# Ammi-ditana
Ammi-ditana est un roi de Babylone qui a régné de 1683 à 1647 av. J.-C., durant la phase de déclin de la Première dynastie de cette ville. On ne sait peu de choses de son long règne en dehors d'activités de constructions, d'offrandes à des divinités et à la leurs temples, et d'un très bel Hymne à Ishtar qui lui est attribué. Les rois babyloniens de cette période voient le territoire de leur royaume se réduire progressivement, malgré des tentatives de reconquête. Une des années de règne d'Ammi-ditana mentionne ainsi la prise de la ville de Der, située à l'est de la Babylonie à la charnière avec les monts du Zagros.